# Canadees voetbalelftal in 2015
Het Canadees voetbalelftal speelde in totaal veertien officiële interlands in het jaar 2015, waaronder drie duels bij de strijd om de CONCACAF Gold Cup. De nationale selectie stond onder leiding van Benito Floro die in de zomer van 2013 was aangesteld als definitieve opvolger van de opgestapte Stephen Hart. Op de in 1993 geïntroduceerde FIFA-wereldranglijst steeg Canada in 2015 van de 112de (januari 2015) naar de 88ste plaats (december 2015).

## Balans
| Wedstrijden | Wedstrijden | Wedstrijden | Wedstrijden | Doelpunten | Doelpunten | Doelpunten | Punten |
| Gespeeld    | Winst       | Gelijk      | Verlies     | Voor       | Tegen      | Saldo      | Punten |
| ----------- | ----------- | ----------- | ----------- | ---------- | ---------- | ---------- | ------ |
| 14          | 6           | 6           | 2           | 18         | 6          | +12        | 1.285  |

## Interlands
|                                                       |                       |       |                                                    |                                                                                               |
| 16 januari Vriendschappelijk № 358 «onderlinge duels» | Canada                | 1 – 2 | IJsland                                            | UCF Soccer and Track Stadium, Orlando Toeschouwers: 100 Scheidsrechter: Edvin Jurisevic (USA) |
| 16 januari Vriendschappelijk № 358 «onderlinge duels» | Dwayne De Rosario 70' |       | 6' Kristinn Steindorsson 42' Matthías Vilhjálmsson | UCF Soccer and Track Stadium, Orlando Toeschouwers: 100 Scheidsrechter: Edvin Jurisevic (USA) |

|                                                                 |                       |       |                          |                                                                                            |
| 19 januari Vriendschappelijk № 359 «onderlinge duels» 22:00 uur | Canada                | 1 – 1 | IJsland                  | UCF Soccer and Track Stadium, Orlando Toeschouwers: 200 Scheidsrechter: Jair Marrufo (USA) |
| 19 januari Vriendschappelijk № 359 «onderlinge duels» 22:00 uur | Dwayne De Rosario 30' |       | 65' Hólmbert Fridjonsson | UCF Soccer and Track Stadium, Orlando Toeschouwers: 200 Scheidsrechter: Jair Marrufo (USA) |

|                                                               |                  |       |           |                                                                                             |
| 27 maart Vriendschappelijk № 360 «onderlinge duels» 20:30 uur | Canada           | 1 – 0 | Guatemala | Lockhart Stadium, Fort Lauderdale Toeschouwers: geen Scheidsrechter: Héctor Rodríguez (HON) |
| 27 maart Vriendschappelijk № 360 «onderlinge duels» 20:30 uur | Marcus Haber 10' |       |           | Lockhart Stadium, Fort Lauderdale Toeschouwers: geen Scheidsrechter: Héctor Rodríguez (HON) |

|                                                               |             |                                                            |        |                                                                                            |
| 30 maart Vriendschappelijk № 361 «onderlinge duels» 19:30 uur | Puerto Rico | 0 – 3                                                      | Canada | Bayamón FC Soccer Complex, Bayamón Toeschouwers: 4.000 Scheidsrechter: Sandy Vásquez (DOM) |
| 30 maart Vriendschappelijk № 361 «onderlinge duels» 19:30 uur |             | 42' Tosaint Ricketts 60' Randy Edwini-Bonsu 77' Cyle Larin |        | Bayamón FC Soccer Complex, Bayamón Toeschouwers: 4.000 Scheidsrechter: Sandy Vásquez (DOM) |

|                                                                              |          |                                          |        |                                                                              |
| 11 juni Kwalificatie WK 2018 Tweede ronde № 362 «onderlinge duels» 19:00 uur | Dominica | 0 – 2                                    | Canada | Windsor Park, Roseau Toeschouwers: 5.084 Scheidsrechter: Jeffrey Solis (CRC) |
| 11 juni Kwalificatie WK 2018 Tweede ronde № 362 «onderlinge duels» 19:00 uur |          | 5' Cyle Larin 63' (pen.) Russell Teibert |        | Windsor Park, Roseau Toeschouwers: 5.084 Scheidsrechter: Jeffrey Solis (CRC) |

|                                                                              |                                                                            |       |          |                                                                              |
| 16 juni Kwalificatie WK 2018 Tweede ronde № 363 «onderlinge duels» 19:37 uur | Canada                                                                     | 4 – 0 | Dominica | Windsor Park, Roseau Toeschouwers: 9.749 Scheidsrechter: Gianni Ascani (TCA) |
| 16 juni Kwalificatie WK 2018 Tweede ronde № 363 «onderlinge duels» 19:37 uur | Tesho Akindele 4' Cyle Larin 41' Tosaint Ricketts 52' Tosaint Ricketts 77' |       |          | Windsor Park, Roseau Toeschouwers: 9.749 Scheidsrechter: Gianni Ascani (TCA) |

| CONCACAF Gold Cup |
| ----------------- |

|                                                                      |                      |       |        |                                                                                         |
| 11 juli CONCACAF Gold Cup Groep B № 365 «onderlinge duels» 18:30 uur | Jamaica              | 1 – 0 | Canada | BBVA Compass Stadium, Houston Toeschouwers: 22.017 Scheidsrechter: Yadel Martínez (CUB) |
| 11 juli CONCACAF Gold Cup Groep B № 365 «onderlinge duels» 18:30 uur | Rodolph Austin 90+2' |       |        | BBVA Compass Stadium, Houston Toeschouwers: 22.017 Scheidsrechter: Yadel Martínez (CUB) |

|                                                                      |        |       |            |                                                                                |
| 14 juli CONCACAF Gold Cup Groep B № 366 «onderlinge duels» 20:30 uur | Canada | 0 – 0 | Costa Rica | BMO Field, Toronto Toeschouwers: 16.674 Scheidsrechter: Héctor Rodríguez (HON) |
| 14 juli CONCACAF Gold Cup Groep B № 366 «onderlinge duels» 20:30 uur |        |       |            | BMO Field, Toronto Toeschouwers: 16.674 Scheidsrechter: Héctor Rodríguez (HON) |

|  |  |  |  |  |  |  |  |  |

|                                                                                 |                                                                |       |        |                                                                          |
| 4 september Kwalificatie WK 2018 Derde ronde № 367 «onderlinge duels» 19:37 uur | Canada                                                         | 3 – 0 | Belize | BMO Field, Toronto Toeschouwers: 10.412 Scheidsrechter: John Pitti (PAN) |
| 4 september Kwalificatie WK 2018 Derde ronde № 367 «onderlinge duels» 19:37 uur | Tosaint Ricketts 25' Tosaint Ricketts 65' Atiba Hutchinson 90' |       |        | BMO Field, Toronto Toeschouwers: 10.412 Scheidsrechter: John Pitti (PAN) |

|                                                                                 |                   |       |                  |                                                                             |
| 8 september Kwalificatie WK 2018 Derde ronde № 368 «onderlinge duels» 19:00 uur | Belize            | 1 – 1 | Canada           | FFB Field, Belmopan Toeschouwers: 2.590 Scheidsrechter: Javier Santos (PUR) |
| 8 september Kwalificatie WK 2018 Derde ronde № 368 «onderlinge duels» 19:00 uur | Deon McCauley 26' |       | 45' Will Johnson | FFB Field, Belmopan Toeschouwers: 2.590 Scheidsrechter: Javier Santos (PUR) |

|                                                                 |                    |       |                   |                                                                                     |
| 13 oktober Vriendschappelijk № 369 «onderlinge duels» 18:30 uur | Canada             | 1 – 1 | Ghana             | RFK Memorial, Washington D.C. Toeschouwers: 2.300 Scheidsrechter: Chris Penso (USA) |
| 13 oktober Vriendschappelijk № 369 «onderlinge duels» 18:30 uur | Marcel de Jong 29' |       | 44' Albert Adomah | RFK Memorial, Washington D.C. Toeschouwers: 2.300 Scheidsrechter: Chris Penso (USA) |

|                                                                                  |                |       |          |                                                                                       |
| 13 november Kwalificatie WK 2018 Vierde ronde № 370 «onderlinge duels» 19:00 uur | Canada         | 1 – 0 | Honduras | BC Place Stadium, Vancouver Toeschouwers: 20.108 Scheidsrechter: Kevin Morrison (JAM) |
| 13 november Kwalificatie WK 2018 Vierde ronde № 370 «onderlinge duels» 19:00 uur | Cyle Larin 38' |       |          | BC Place Stadium, Vancouver Toeschouwers: 20.108 Scheidsrechter: Kevin Morrison (JAM) |

|                                                                                  |             |       |        |                                                                                       |
| 17 november Kwalificatie WK 2018 Vierde ronde № 371 «onderlinge duels» 19:30 uur | El Salvador | 0 – 0 | Canada | Estadio Cuscatlán, San Salvador Toeschouwers: 5.316 Scheidsrechter: Mark Geiger (USA) |
| 17 november Kwalificatie WK 2018 Vierde ronde № 371 «onderlinge duels» 19:30 uur |             |       |        | Estadio Cuscatlán, San Salvador Toeschouwers: 5.316 Scheidsrechter: Mark Geiger (USA) |

## FIFA-wereldranglijst
| JAN | FEB | MAR | APR | MEI | JUN | JUL | AUG | SEP | OKT | NOV | DEC |
| --- | --- | --- | --- | --- | --- | --- | --- | --- | --- | --- | --- |
| 112 | 117 | 116 | 114 | 115 | 109 | 103 | 101 | 102 | 104 | 102 | 88  |

## Statistieken
| Kenny Stamatopoulos   | 1979-08-28 | AIK Solna             | 8  | 1 | 0 |    |    |
| Milan Borjan          | 1987-10-23 | Ludogorets Razgrad    | 6  | 0 | 0 | 27 | 0  |
| Quillan Roberts       | 1994-09-13 | Toronto FC            | 0  | 1 | 0 | 1  | 0  |
| Verdediging           |            |                       |    |   |   |    |    |
| Adam Straith          | 1990-09-11 | Fredrikstad FK        | 12 | 0 | 0 |    |    |
| Marcel de Jong        | 1986-10-15 | Sporting Kansas City  | 10 | 0 | 1 |    |    |
| Dejan Jaković         | 1985-07-16 | Shimizu S-Pulse       | 9  | 0 | 0 |    |    |
| David Edgar           | 1987-05-19 | Sheffield United      | 8  | 1 | 0 | 35 | 2  |
| Karl Ouimette         | 1992-06-18 | New York Red Bulls    | 7  | 3 | 0 |    |    |
| Maxim Tissot          | 1992-04-13 | Montreal Impact       | 4  | 4 | 0 |    |    |
| Manjrekar James       | 1993-08-05 | Diósgyõri VTK         | 3  | 0 | 0 |    |    |
| Nana Attakora-Gyan    | 1989-03-27 | San Antonio Scorpions | 2  | 0 | 0 |    |    |
| André Hainault        | 1986-06-17 | 1. FC Magdeburg       | 1  | 2 | 0 |    |    |
| Ashtone Morgan        | 1991-02-09 | Toronto FC            | 1  | 1 | 0 |    |    |
| Wandrille Lefèvre     | 1989-12-17 | Montreal Impact       | 1  | 0 | 0 |    |    |
| Sam Adekugbe          | 1995-01-16 | Vancouver Whitecaps   | 0  | 2 | 0 |    |    |
| Mallan Roberts        | 1992-06-06 | FC Edmonton           | 0  | 1 | 0 |    |    |
| Daniel Stanese        | 1994-01-21 | FC Augsburg II        | 0  | 1 | 0 |    |    |
| Middenveld            |            |                       |    |   |   |    |    |
| Julian de Guzmán      | 1981-03-25 | Ottawa Fury           | 11 | 0 | 0 |    |    |
| Samuel Piette         | 1994-11-12 | Racing Ferrol         | 9  | 3 | 0 |    |    |
| Nikolas Ledgerwood    | 1985-01-16 | Energie Cottbus       | 8  | 0 | 0 |    |    |
| Will Johnson          | 1987-01-21 | Portland Timbers      | 4  | 0 | 1 |    |    |
| Atiba Hutchinson      | 1983-02-08 | Beşiktaş              | 4  | 0 | 1 |    |    |
| Jonathan Osorio       | 1992-06-12 | Toronto FC            | 3  | 1 | 0 |    |    |
| Kyle Bekker           | 1990-09-02 | Toronto FC            | 3  | 0 | 0 | 16 | 0  |
| Russell Teibert       | 1992-12-22 | Vancouver Whitecaps   | 2  | 7 | 1 |    |    |
| Dwayne De Rosario     | 1978-05-15 |                       | 1  | 1 | 2 |    |    |
| Kianz Froese          | 1996-04-16 | Vancouver Whitecaps   | 1  | 0 | 0 |    |    |
| Charlie Trafford      | 1992-05-24 | KuPS Kuopio           | 1  | 0 | 0 |    |    |
| Chris Mannella        | 1994-06-07 | Toronto FC            | 0  | 3 | 0 | 3  | 0  |
| Patrice Bernier       | 1979-09-23 | Montreal Impact       | 0  | 2 | 0 |    |    |
| Fraser Aird           | 1995-02-02 | Glasgow Rangers       | 0  | 1 | 0 |    |    |
| Marco Bustos          | 1996-04-22 | Vancouver Whitecaps   | 0  | 1 | 0 |    |    |
| Aanval                |            |                       |    |   |   |    |    |
| Tosaint Ricketts      | 1987-08-06 | Boluspor              | 12 | 0 | 5 | 47 | 12 |
| Cyle Larin            | 1995-04-17 | Orlando City          | 8  | 3 | 4 | 14 | 4  |
| Marcus Haber          | 1989-01-11 | Crewe Alexandra       | 4  | 5 | 1 |    |    |
| Tesho Akindele        | 1992-03-31 | FC Dallas             | 4  | 3 | 1 |    |    |
| Issey Nakajima-Farran | 1984-05-16 | Terengganu FA         | 3  | 1 | 0 |    |    |
| Junior Hoilett        | 1990-06-05 | Queens Park Rangers   | 3  | 0 | 0 |    |    |
| Iain Hume             | 1983-10-30 | Atlético de Kolkata   | 1  | 1 | 0 |    |    |
| Randy Edwini-Bonsu    | 1990-04-20 | VfR Aalen             | 0  | 3 | 1 |    |    |
| Simeon Jackson        | 1987-03-28 | Blackburn Rovers      | 0  | 3 | 0 |    |    |
| Lucas Cavallini       | 1992-12-28 | CA Fénix              | 0  | 1 | 0 |    |    |
| Caleb Clarke          | 1993-06-23 | Vancouver Whitecaps   | 0  | 1 | 0 |    |    |

Canadese voetbalbond · A-internationals · Bondscoaches · Selecties · Statistieken · Canadees vrouwenelftal · Canada U21 · Canada U20 · Canada U19 · Canada U18 · Canada U17
1885 – 1949 ·
1950 – 1969 ·
1970 – 1979 ·
1980 – 1989 ·
1990 – 1999 ·
2000 – 2009 ·
2010 – 2019 ·
2020 − 2029
WK 1986
OS 1904 · 
OS 1976 · 
OS 1984
1885 · 
1886 · 
1887 · 
1888 · 
1889–1903 · 
1904 · 
1905–1923 · 
1924 · 
1925 · 
1926 · 
1927 · 
1928–1936 · 
1937 · 
1938–1956 · 
1957 · 
1958–1967 · 
1968 · 
1969–1971 · 
1972 · 
1973 · 
1974 · 
1975 · 
1976 · 
1977 · 
1978–1979 · 
1980 · 
1981 · 
1982 · 
1983 · 
1984 · 
1985 · 
1986 · 
1987 · 
1988 · 
1989 · 
1990 · 
1991 · 
1992 · 
1993 · 
1994 · 
1995 · 
1996 · 
1997 · 
1998 · 
1999 · 
2000 · 
2001 · 
2002 · 
2003 · 
2004 · 
2005 · 
2006 · 
2007 · 
2008 · 
2009 · 
2010 · 
2011 · 
2012 · 
2013 ·
2014 ·
2015 ·
2016 ·
2017 ·
2018 ·
2019 ·
2020 ·
2021 ·
2022
Amerikaanse Maagdeneilanden ·
Argentinië ·
Armenië ·
Aruba ·
Australië ·
Azerbeidzjan ·
Bahrein ·
Barbados ·
België ·
Belize ·
Bermuda ·
Brazilië ·
Bulgarije · 
Chili ·
China ·
Colombia ·
Congo-Brazzaville ·
Costa Rica ·
Cuba ·
Curaçao ·
Cyprus ·
DDR ·
Denemarken ·
Dominica ·
Duitsland ·
Ecuador ·
Egypte ·
El Salvador ·
Engeland ·
Estland ·
Faeröer · 
Finland ·
Frankrijk ·
Ghana ·
Griekenland ·
Guatemala ·
Haïti ·
Honduras ·
Hongarije ·
Hongkong ·
Ierland ·
IJsland ·
Indonesië ·
Iran ·
Italië ·
Jamaica ·
Japan ·
Joegoslavië ·
Kaaimaneilanden ·
Kameroen ·
Kroatië ·
Libië ·
Luxemburg ·
Maleisië ·
Malta ·
Marokko ·
Mauritanië ·
Mexico ·
Moldavië ·
Nederland ·
Nieuw-Zeeland ·
Nigeria ·
Noord-Ierland ·
Noord-Korea ·
Noord-Macedonië ·
Oekraïne ·
Oezbekistan ·
Oostenrijk ·
Panama ·
Paraguay ·
Peru ·
Polen ·
Portugal ·
Puerto Rico ·
Qatar ·
Saint Kitts en Nevis ·
Saint Lucia ·
Saint Vincent en de Grenadines ·
San Marino ·
Saoedi-Arabië ·
Schotland ·
Singapore ·
Slovenië ·
Sovjet-Unie ·
Spanje ·
Suriname ·
Trinidad en Tobago ·
Tsjechië ·
Tunesië ·
Turkije ·
Uruguay ·
Venezuela ·
Verenigde Staten ·
Wales ·
Wit-Rusland ·
Zuid-Afrika ·
Zuid-Korea ·
Zwitserland
België (2022)